# Dicranum perhorridum
Dicranum perhorridum là một loài rêu trong họ Dicranaceae. Loài này được Dusén Cardot mô tả khoa học đầu tiên năm 1908.